# مصير (فريدون شهر)
مصير (بالفارسية: مصیر) هي قرية تقع في قسم بشتكوة موغوئي الريفي في إيران. يقدر عدد سكانها بـ 298 نسمة بحسب إحصاء 2016.